# Кушенов-Дмитревский, Дмитрий Фёдорович
Дми́трий Фёдорович Кушенов-Дмитре́вский (1772 — 2 декабря 1835, Петербург) — русский музыкант и композитор, педагог, гитарист, переводчик.
Опубликовал «Новая и полная гитарная школа» (СПб., 1814); «Школа или начальное основание для семиструнной гитары» (СПб., 1815); «Между-Делье, или Собрание образцовых пьес для семиструнной гитары» (СПб., 1819; 100 №); «Опыт музыкального искусства или легчайший способ сочинять пьесы для пиано-форте» (СПб., 1822) и многие другие работы. Перевёл с итальянского, со своими дополнениями: Азиоли, «Музыкальная грамматика» (СПб., 1826).
Отец Дмитрия Фёдоровича, предположительно, — Фёдор Кушенов-Дмитревский — русский музыкант-любитель, разрабатывавший теорию игры на гуслях.